# THE WORLD (go!go!vanillasのアルバム)
『THE WORLD』（ザ・ワールド）は、日本のロックバンド・go!go!vanillasが2019年5月15日にGetting Betterから発売した、メジャーでは4枚目、通算で5枚目のフルアルバムである。

## 概要
前作『FOOLs』から約1年10ヶ月ぶりのフルアルバム。
完全限定生産盤と通常盤の2形態でリリースされた。
完全限定生産盤のCDにはボーナストラックとして「少女A」が収録されており、特典DVDには2018年9月22日に開催されたライブ『秋のハーベストツアー ～野音狩り編～』の日比谷野外大音楽堂公演の模様が収録されている。また、“13 FRAGMENTS”と題された、13枚のジャケット型カードに収録楽曲全13曲それぞれの世界観がデザインされた13枚のジャケット型カードが付属する。
このアルバムのリリース前に、メンバーの長谷川プリティ敬祐（ベース）が交通事故に合い意識不明の重体となっていたが、ベースのレコーディングは事故前に終了していたため、リリースは予定通り行われた。
アルバムタイトルである『THE WORLD』という言葉には、誰しもが自分の中に持つ“世界”の中に、バニラズの“世界”が取り込まれ、繋がって欲しいという思いが込められている。また、ジョジョの奇妙な冒険に登場するDIOというキャラクターのスタンド名でもあり、DIOが初めて「THE WORLD」を使う際の「人間を超越するぞ」というセリフに影響を受け、「バニラズ」という概念を超越して、音楽とバニラズの可能性をさらに追求したいという思いも込められているという。
今作に収録された新曲の一部は2019年4月に開催されたライブ『LIVE! TO ＼ワー／ RECORDS feat. go!go!vanillas』にて先行披露された。
2019年5月から11月にかけて、今作を引っ提げたライブツアー『THE WORLD TOUR 2019』が開催された。

## 収録内容

### CD
| 全編曲: go!go!vanillas。 |                                  |            |       |
| #                        | タイトル                         | 作詞・作曲 | 時間  |
| 1.                       | 「パラノーマルワンダーワールド」 | 牧達弥     | 04:12 |
| 2.                       | 「チェンジユアワールド」         | 牧達弥     | 03:19 |
| 3.                       | 「SUMMER BREEZE」                | 牧達弥     | 04:30 |
| 4.                       | 「No.999」                       | 牧達弥     | 04:19 |
| 5.                       | 「サイシンサイコウ」             | 牧達弥     | 02:47 |
| 6.                       | 「雑食」                         | 牧達弥     | 03:18 |
| 7.                       | 「スタンドバイミー」             | 牧達弥     | 04:41 |
| 8.                       | 「ワットウィーラブ」             | 柳沢進太郎 | 03:48 |
| 9.                       | 「GO HOME?」                     | 牧達弥     | 03:31 |
| 10.                      | 「少女A」                        | 牧達弥     | 03:32 |
| 11.                      | 「Do You Wanna」                 | 牧達弥     | 04:07 |
| 12.                      | 「NO NO NO」                     | 牧達弥     | 03:01 |
| 13.                      | 「Hey My Bro.」                  | 牧達弥     | 04:19 |
| 合計時間:                | 合計時間:                        | 合計時間:  | 49:29 |

| 全編曲: go!go!vanillas。 |                                  |            |       |
| #                        | タイトル                         | 作詞・作曲 | 時間  |
| 1.                       | 「パラノーマルワンダーワールド」 | 牧達弥     | 04:12 |
| 2.                       | 「チェンジユアワールド」         | 牧達弥     | 03:19 |
| 3.                       | 「SUMMER BREEZE」                | 牧達弥     | 04:30 |
| 4.                       | 「No.999」                       | 牧達弥     | 04:19 |
| 5.                       | 「サイシンサイコウ」             | 牧達弥     | 02:47 |
| 6.                       | 「雑食」                         | 牧達弥     | 03:18 |
| 7.                       | 「スタンドバイミー」             | 牧達弥     | 04:41 |
| 8.                       | 「ワットウィーラブ」             | 柳沢進太郎 | 03:48 |
| 9.                       | 「GO HOME?」                     | 牧達弥     | 03:31 |
| 10.                      | 「Do You Wanna」                 | 牧達弥     | 04:07 |
| 11.                      | 「NO NO NO」                     | 牧達弥     | 03:01 |
| 12.                      | 「Hey My Bro.」                  | 牧達弥     | 04:19 |
| 合計時間:                | 合計時間:                        | 合計時間:  | 45:57 |

### 完全限定生産盤付属DVD
| #   | タイトル                 | 作詞 | 作曲・編曲 | 時間  |
| --- | ------------------------ | ---- | ---------- | ----- |
| 1.  | 「グッドドギー」         |      |            | 03:32 |
| 2.  | 「ラッキースター」       |      |            | 04:58 |
| 3.  | 「カウンターアクション」 |      |            | 04:33 |
| 4.  | 「SUMMER BREEZE」        |      |            | 04:28 |
| 5.  | 「デッドマンズチェイス」 |      |            | 04:39 |
| 6.  | 「Penetration」          |      |            | 04:35 |
| 7.  | 「なつのうた」           |      |            | 06:24 |
| 8.  | 「ヒートアイランド」     |      |            | 04:10 |
| 9.  | 「バイバイカラー」       |      |            | 03:54 |
| 10. | 「マジック」             |      |            | 04:45 |
| 11. | 「平成ペイン」           |      |            | 04:53 |
| 12. | 「ギフト」               |      |            | 05:13 |

## 楽曲解説
1. パラノーマルワンダーワールド
  - 今作のリード曲[7]。
  - 牧は今曲はアルバムの世界観を包括している楽曲だとした上で「“人の中に普遍的にある感情はなんだろう”と考えた時に、“恋・愛・狂気・夢”が浮かんで。人間の根底にある感情を、激昂した音にぶつけたくてサビにその言葉をのせて歌いました。」「『愛』とか『恋』とか『夢』っていうのは、人間らしさとして大体思い浮かべられるもので、それに対して『狂気』というと不思議に思う人もいると思うんですけど、予定調和のものって面白くないじゃないですか。例えば、日常生活の中で使っているパソコンやインターネットも、もともと戦争するときにミサイルを計算するために作られたりとか、人を殺すために作られたものが日常生活で実用されていることもあったり。何気なく使っているけど、発信としては割と狂気な部分があって。矛盾しているところが、言い方はあれですけど、僕はすごく面白いというか、人間らしいんじゃないかなと。過ちを犯して築き上げている部分もあって、最初から完璧じゃないところが人間らしさなんじゃないかなとも思うし。そういうものを含めた意味での『狂気』ですね。」と発言している[4][8]。
  - イントロのギターフレーズは、牧が映画「ボヘミアン・ラプソディ」に感銘を受けて思い付いた。ブライアン・メイのギターソロのようにメロディアスな音階にすることを意識したという[9]。
  - 柳沢はこの曲の歌詞を初めて見た際に、感動して泣きながら牧に電話したという[10]。
  - 2019年5月17日放送の日本テレビ系バズリズム02にてTVパフォーマンスされた[11]。
2. チェンジユアワールド
  - デジタルシングル。
3. SUMMER BREEZE
  - メジャー5thシングルの表題曲。
4. No.999
  - メジャー6thシングルの表題曲。
5. サイシンサイコウ
  - NAOKI（LOVE PSYCHEDELICO）がプロデュースに参加している[10]。
  - 曲調はソウルなのにも関わらず、歌詞に「ロックンロールバンド」という言葉が登場するところに「果たしてロックンロールマナーに沿ったものがロックンロールなの？」というメッセージが込められている[10]。
6. 雑食
  - 牧曰く、チャイルディッシュ・ガンビーノやビリー・アイリッシュといった、バンドではなく個の力を表現するアーティストのエレクトロやR&Bのアプローチをバンドサウンドで挑戦したいという思いがあって製作した楽曲とのこと[8]。
7. スタンドバイミー
  - メジャー5thシングルの表題曲。
8. ワットウィーラブ
  - 柳沢作詞・作曲。
  - ギターは牧が演奏している[7]。
9. GO HOME?
  - アルバムで最後に録音した楽曲[12]。
10. 少女A
  - 完全限定生産盤にのみ収録されており、音楽配信サービスでは配信されていない。
11. Do You Wanna
  - Aメロとサビで使用しているマイクが異なる[7]。
12. NO NO NO
  - 牧の祖母は「ノンノンノン」と呼んでいる[13]。
13. Hey My Bro.
  - 今作の先行シングル[14]。

## 収録映像解説

### 完全限定生産盤付属DVD
「秋のハーベストツアー ～野音狩り編～ at 日比谷野外大音楽堂 2018.9.22」
1. グッドドギー
2. ラッキースター
3. カウンターアクション
4. SUMMER BREEZE
5. デッドマンズチェイス
6. Penetration
7. なつのうた
8. ヒートアイランド
9. バイバイカラー
10. マジック
11. 平成ペイン
12. ギフト

## 参加ミュージシャン
go!go!vanillas
- 牧達弥（ボーカル・ギター）
- 柳沢進太郎（ギター・ボーカル）
- 長谷川プリティ敬祐（ベース）
- ジェットセイヤ（ドラムス）

Additional Musicians
- 栗田祐輔（Glider）（キーボード）[Track1]
- NAOKI（シンセサイザー）[Track5]
- 八木類（ピアノ）[Track7]

## タイアップ
| 使用年 | 曲名                         | タイアップ                                                                            |
| ------ | ---------------------------- | ------------------------------------------------------------------------------------- |
| 2018年 | チェンジユアワールド         | NHK大分『いろどりOITA』テーマソング                                                   |
| 2018年 | スタンドバイミー             | サントリー「ヨーグリーナ&サントリー天然水」コラボMV楽曲                               |
| 2018年 | スタンドバイミー             | 日本テレビ系『PON!』5月度エンディングテーマ                                           |
| 2018年 | SUMMER BREEZE                | 日本テレビ系『バズリズム02』5月度オープニングテーマ                                   |
| 2019年 | No.999                       | フジテレビ系アニメ『ゲゲゲの鬼太郎』第6シリーズ エンディングテーマ（第38話 - 第49話） |
| 2019年 | Hey My Bro.                  | 「モンストグランプリ2019」公式イメージソング                                          |
| 2019年 | パラノーマルワンダーワールド | 日本テレビ系『ウチのガヤがすみません!』5月度エンディングテーマ                        |

## ライブ映像作品
シングル曲については各作品の項目を参照
パラノーマルワンダーワールド
- 鏡 e.p.（完全限定生産盤）
- 1st LIVE FILM -AMAZING BUDOKAN 2020-
- 青いの。（完全限定生産盤）

サイシンサイコウ
- LIVE FILM -My Favorite Things-

雑食
- LIVE FILM -My Favorite Things-

Do You Wanna
- LIVE FILM -My Favorite Things-